# Андреевская улица (Волково)
Андре́евская улица — улица во Фрунзенском районе Санкт-Петербурга, в историческом районе Волково. Проходит от Дубровской до Мгинской улицы.

## История
С 1904 по 1910 год улица носила название Андреевский переулок.

## Пересечения
- Дубровская улица — Андреевская улица примыкает к ней (переходит в неё);
- Мгинская улица — Андреевская улица примыкает к ней.

## Транспорт
Ближайшая к Андреевской улице станция метро — «Волковская».